# Henrietta Louisa Fermor
Pour les articles homonymes, voir Fermor.
Henrietta Louisa Fermor, comtesse de Pomfret (née Jeffreys ; 15 novembre 1698 - 15 décembre 1761), est une épistolière anglaise.

## Biographie
Elle est née en 1698 à Leicester Square, Londres, le seul enfant survivant de John Jeffreys, 2e baron Jeffreys de Wem, Shropshire, et de sa femme, Charlotte Herbert, fille et héritière de Philip Herbert (7e comte de Pembroke) et de son épouse, Henriette de Kérouaille, sœur de la maîtresse de Charles II Louise, duchesse de Portsmouth.
Le 14 juillet 1720, Henrietta Louisa Jeffreys épouse Thomas Fermor, 2e baron Leominster, qui l'année suivante est créé comte de Pomfret, ou Pontefract, Yorkshire. Il est ensuite nommé Chevalier du Bain et, en septembre 1727, est nommé maître du cheval de la reine Caroline, de qui Lady Pomfret est également l'une des dames de la chambre à coucher. En 1730, Jeffreys compile une collection d'estampes dans un album intitulé « Têtes, anglais et étrangers rassemblés par Henrietta Louisa Jeffreys, comtesse de Pomfret », aujourd'hui conservé à l'Université Queen's de Kingston. À la mort de la reine en novembre 1737, Lady Pomfret, avec son amie Frances, comtesse de Hertford, se retire de la cour. En septembre 1738, elle et son mari font une tournée de trois ans en France et en Italie. À Florence, où ils arrivent le 20 décembre 1739, ils reçoivent la visite d'Horace Walpole et de Mary Wortley Montagu. Ils retournent peu après en Angleterre via Bologne, Venise, Augsbourg, Francfort et Bruxelles, et arrivent chez eux en octobre 1741. Lors de la mascarade de la duchesse de Norfolk au mois de février suivant, le couple « s'avance péniblement comme des pèlerins, avec de vastes bâtons à la main !

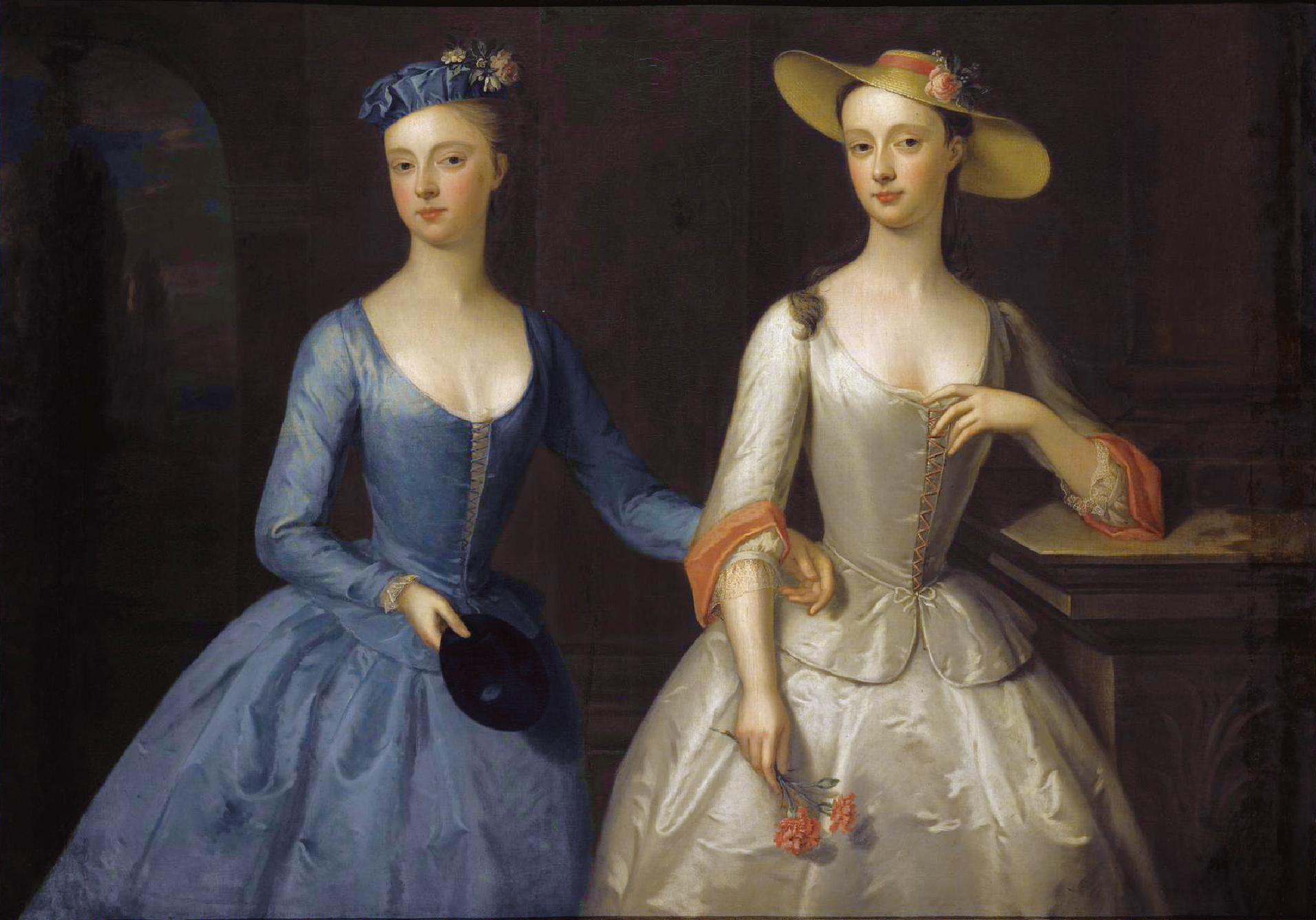
Sophia et Charlotte Fermor, deux de ses six filles (la première devient la seconde épouse de John Carteret, un homme beaucoup plus âgé qu'elle ; la seconde épouse le diplomate William Finch)

Lord Pomfret meurt le 8 juillet 1753 et est remplacé par son fils aîné, George. L'extravagance du fils l'oblige à vendre les meubles de son siège à Easton Neston house, Northamptonshire. Ses statues, qui faisaient partie de la collection arundélienne et avaient été achetées par son grand-père, sont achetées par sa mère pour être offertes à l'Université d'Oxford. Une lettre de remerciements, enfermée dans une boîte en argent, lui est présentée par l'université le 25 février 1755  et un poème en son honneur est publié à Oxford l'année suivante.
Lady Pomfret meurt sur la route de Bath le 15 décembre 1761, laissant une famille de quatre fils et six filles. Elle est enterrée à Easton Neston, mais un joli cénotaphe est ensuite érigé à sa mémoire dans l'église St. Mary's d'Oxford.
Horace Walpole s'est moqué de Lady Pomfret, parlant de son « air dérisoire d'apprentissage significatif et d'absurdité », et disant qu'elle est totalement dépourvue d'humour. Elle considère "que Swift aurait mieux écrit s'il n'avait jamais écrit de manière ridicule". Une autre amie satirique, lady MW Montagu, trouve dans les lettres de lady Pomfret tout le plaisir d'un auteur agréable. Lady Bute est entrée en possession des lettres. Trois volumes de Correspondance entre Frances Comtesse de Hartford (plus tard Duchesse de Somerset), et Henrietta Louisa, Comtesse de Pomfret, entre… 1738 et 1741, sont publiés à Londres en 1805, et de nouveau en 1806, par William Bingley, à la demande de Mme Burslem de Imber House, Wiltshire, à qui appartiennent les originaux.

## Crédit d'auteurs
- (en) Cet article est partiellement ou en totalité issu de l’article de Wikipédia en anglais intitulé « Henrietta Louisa Fermor » (voir la liste des auteurs).